# Cultura de La Ciènaga

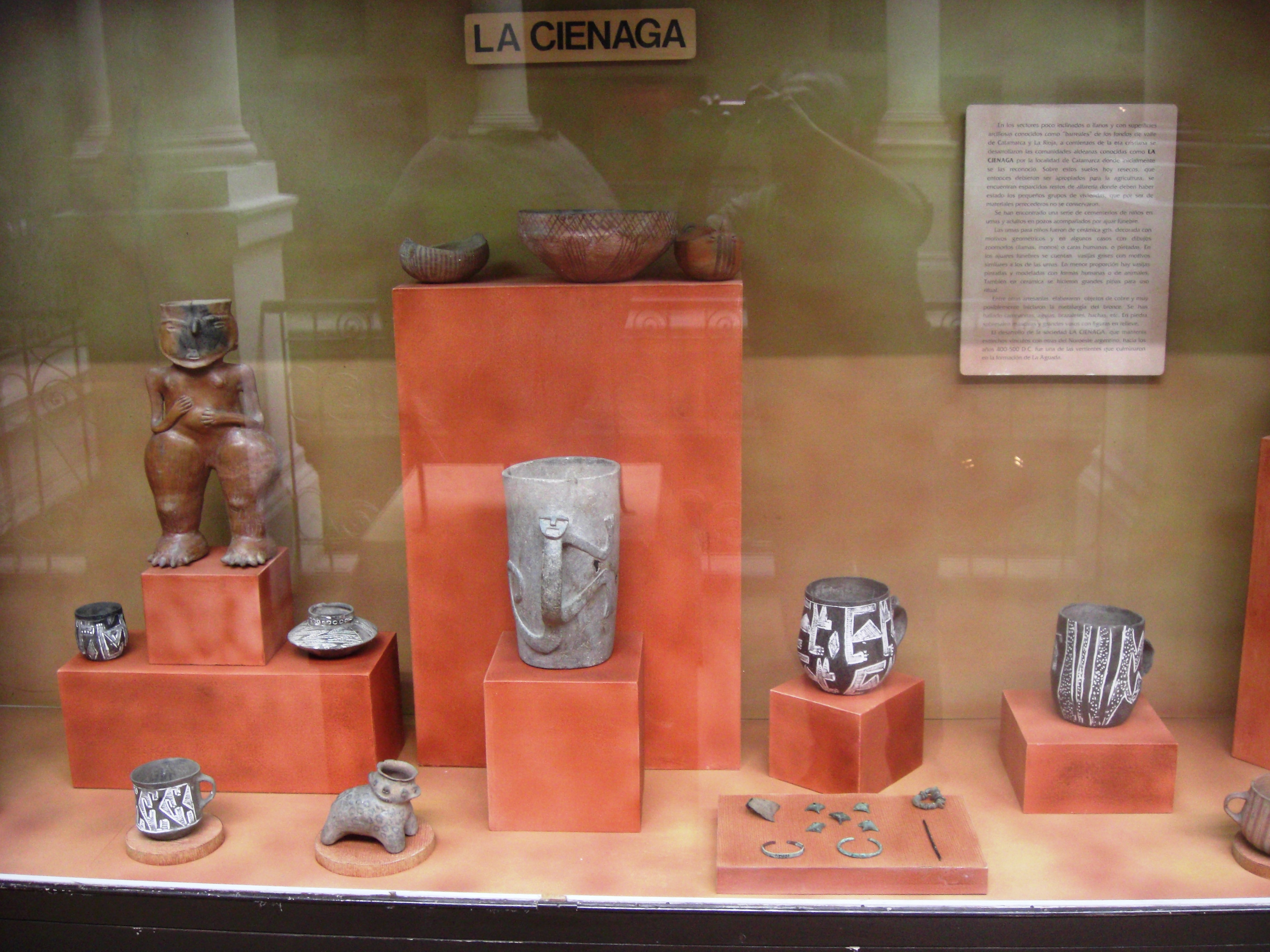
Detall de la vitrina dedicada a la cultura La Ciénaga. Museu de La Plata

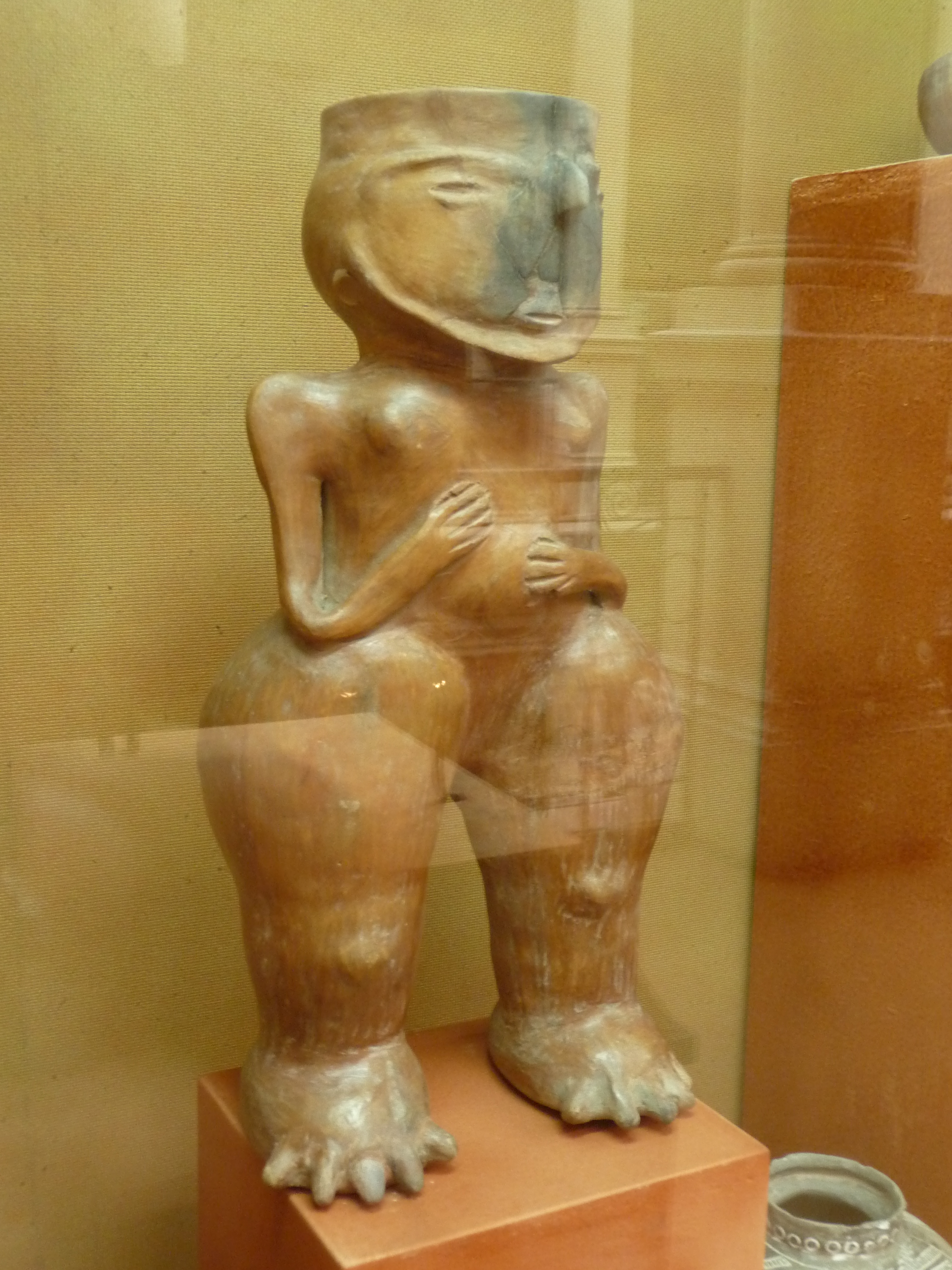
Peça de la cultura de La Ciènaga exhibida al Museu de La Plata

La Cultura de La Ciènaga és una cultura arqueològica que es va desenvolupar al nord-oest de l'Argentina, a la regió compresa entre les Valls Calchaquíes pel nord fins al sector septentrional de la província de San Juan pel sud. Va tenir el seu principal desenvolupament a la vall d'Hualfín, a la província de Catamarca.
Va comprendre el període entre els segles i i v, i pertany al període agroterrisser primerenc.
Es va desenvolupar a partir de la Cultura de La Candelaria amb influències culturals de la conca del riu San Francisco i del sud bolivià. Se la considera un antecedent de la Cultura de l'Aguada.

## Descripció
Els membres de la cultura de La Ciènaga tenien una economia principalment agrícola, sembrant blat de moro. Construïen canals de reg i criaven llames.
Van formar llogarets a les ribes dels rius amb habitatges construïts amb materials peribles i pedres.
En la seva ceràmica, es destaquen els atuells d'engalba crema amb dibuixos geomètrics o antropomorfs en negre i els gots beix amb motius en vermell. Va tenir diversos moments en la seva evolució, la primera fase, anomenada «La Manga», correspon a una ceràmica vermellosa pintada amb motius geomètrics.